# Diego de Rosales
Diego de Rosales (Madrid, 1601 – Santiago del Cile, 1677) è stato uno storico e scrittore spagnolo, autore dell'Historia General del Reino de Chile.

## Biografia
Studiò nella propria città natale, dove divenne un seguace della Compagnia di Gesù. Giunse in Cile nel 1629, senza aver preso i voti ma andando ad abitare presso la residenza gesuita di Arauco. Aiutò il cappellano militare durante la guerra di Arauco, sotto al governo di Don Francisco Laso de la Vega e, nel 1640, fu ordinato sacerdote a Santiago. Fu durante questo periodo che apprese lingua ed usanze dei Mapuche.
Era particolarmente vicino ai governatori Francisco López de Zúñiga e Martín de Mujica y Buitrón, accompagnandoli e partecipando ai parlamenti tenuti nel 1641 e nel 1647 nel corso della guerra di Arauco.
Nel 1650 il governatore Francisco Antonio de Acuña Cabrera y Bayona lo incaricò di svolgere un viaggio fino a raggiungere i Pehuenche, una tribù stanziata ad est di Villarrica, per poi raggiungere il lago Nahuel Huapi. Durante la rivolta generale Mapuche del 1655 si trovava a Boroa, assediata dai Mapuche fino al gennaio del 1656, quando fu abbandonata. Fu chiamato a Concepción e nominato rettore del collegio gesuita della città, dove rimase fino al 1662. Fu poi nominato superiore della provincia gesuita del Cile, il che lo obbligò a spostarsi a Santiago. Mantenne l'incarico fino al 1666, per poi diventare rettore del Colegio Máximo dell'ordine nella capitale. Tornò a capo dei gesuiti tra il 1670 ed il 1672.
Nel 1674 completò la stesura dell'opera Historia General del Reino de Chile. I primi due libri descrivono geografia, fauna, flora, vita e costumi dei nativi. La seconda parte racconta la storia del Regno dall'arrivo di Diego de Almagro all Rivolta Generale del 1655. Il lavoro non fu pubblicato prima del 1877 a Valparaíso, grazie a Benjamín Vicuña Mackenna che l'aveva acquistato nel 1870 a Londra. 
Diego de Rosales è famoso anche per avere scritto una cronaca sulla Compagnia di Gesù in Cile, che titolò Conquista Espiritual del reino de Chile. Si trattava di una serie di biografie dei principali missionari dell'ordine, unite alle descrizioni di quelle personalità con storie di miracoli, apparizioni ed ogni tipo di meraviglie tipiche dei documenti del tempo. Sfortunatamente il manoscritto è sopravvissuto solo in parte.